# Терп

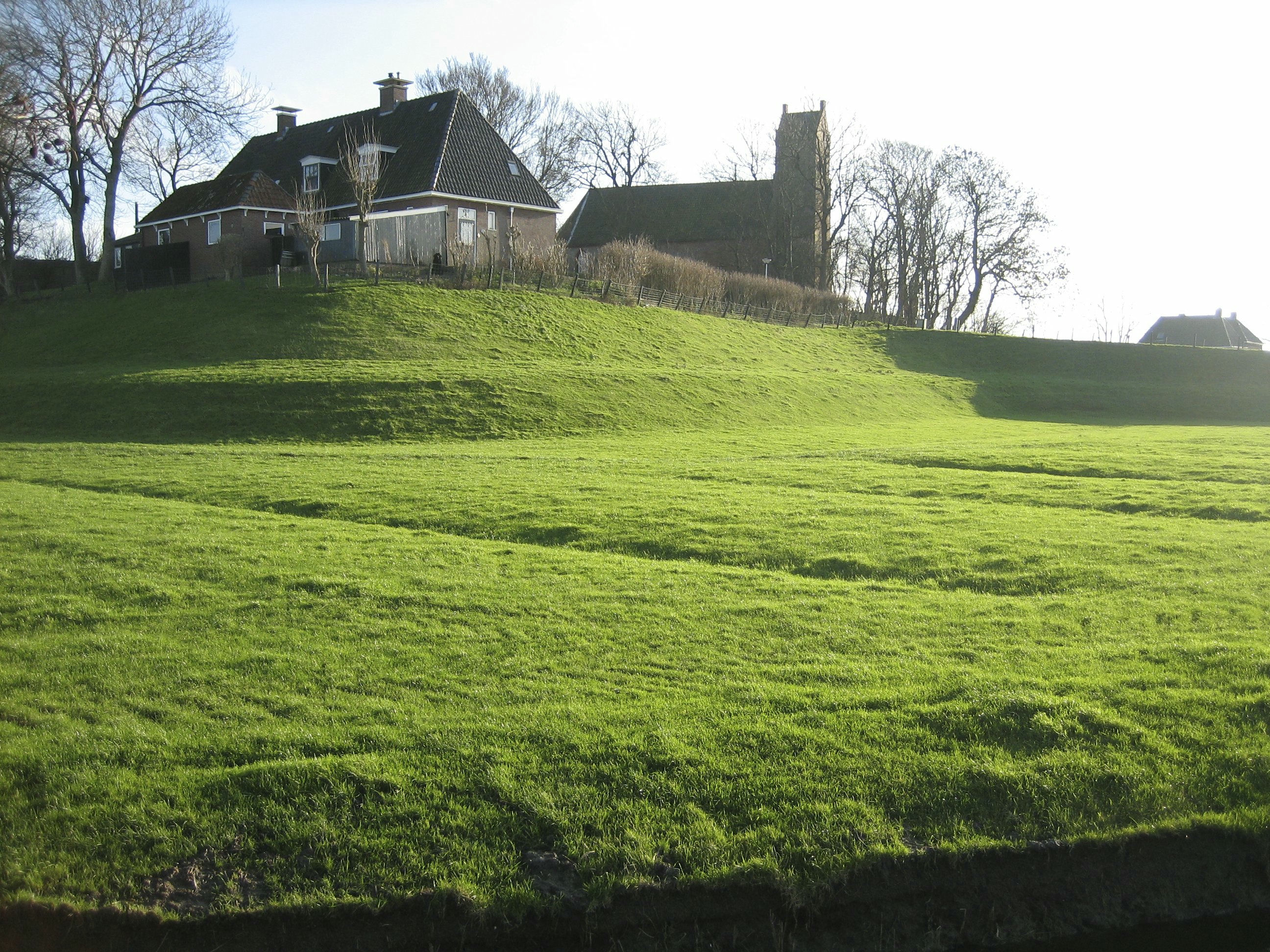
Терп у селі Гогебейнтум у нідерландській провінції Фрисландія

Терп (фриз. Terp) — штучний насипний пагорб біля південного узбережжя Північного моря, переважно у Фрисландії.
Терпи розташовуються вздовж узбережжя від північних Нідерландів до південно-західної Данії.
Жителі узбережжя насипали терпи для захисту від повеней себе та свого господарства.
На їхніх вершинах будувалися будинки та господарські споруди. Терпи споруджувалися до Х століття, у X—XI століттях фризи спорудили земляні греблі вздовж узбережжя, і первісне значення терпів відпало.
Терпи споруджували поблизу джерел прісної води та водних шляхів сполучення (озер, річок, проток).
Наступ моря змушував нарощувати терпи.
У періоди відступу моря споруджувалися нові терпи і заселялися покинуті.
До того часу, коли узбережжя стали захищати дамбами та шлюзами, сформувалися чотири покоління терпів.
Терпи були як індивідуальними, так і загальносільськими.
Найбільший з них мав площу 10 гектарів та висоту 5 метрів.
Індивідуальні терпи з'єднували валами, а потім весь простір усередині території, обнесеної валами, засипали землею.
В результаті виходив терп з круглим або овальним майданчиком нагорі.
На сільському терпі будинки розташовувалися по колу житловою частиною всередину, а стійла для худоби будували по краях, які робили похилими від центру терпа, щоб гній та сеча стікали за межі терпа.
У центрі терпу був ставок із прісною водою, мабуть, на випадок пожежі, біля кожного будинку був колодязь.
Життя людей на індивідуальних терпах, індивідуальне володіння худобою при великій кількості пасовищ створили передумови для формування особливої терпенової культури, що характеризувалася крайнім індивідуалізмом.
На схід від річки Везер жили сакси, чия культура була дуже близька до культури фризів, а на території нинішньої землі Шлезвіг-Гольштейн жили англи, на північ від англів на Ютландському півострові жили юти.
Вся ця область стала колискою північноморської терпенової культури.